# He Did Admire His Boots
He Did Admire His Boots è un cortometraggio muto del 1911 diretto da Frank Wilson.

## Trama
I nuovi stivali di un campagnolo non fanno che procurare guai al loro padrone e vengono pure rubati dal cane.

## Produzione
Il film fu prodotto dalla Hepworth.

## Distribuzione
Distribuito dalla Hepworth, il film - un cortometraggio di 107 metri - uscì nelle sale cinematografiche britanniche nel dicembre 1911.
Si conoscono pochi dati del film che, prodotto dalla Hepworth, fu distrutto nel 1924 dallo stesso produttore, Cecil M. Hepworth. Fallito, in gravissime difficoltà finanziarie, il produttore pensò in questo modo di poter almeno recuperare il nitrato d'argento della pellicola.